# Stanisław Erbel
Stanisław Lech Erbel (ur. 2 sierpnia 1927, zm. 27 lutego 2018) – polski specjalista w dziedzinie obróbki plastycznej i techniki wytwarzania, prof. dr hab. inż.

## Życiorys
Stanisław Erbel urodził się 2 sierpnia 1927 w Szydłowcu. Był synem Józefa Erbela i Stanisławy z Rutków Erbelowej. Ukończył studia na Wydziale Mechanicznym Politechniki Warszawskiej w 1951 r. Tam też w 1965 r. uzyskał stopień doktora, w 1977 r. doktora habilitowanego, a w 1983 r. profesora. W latach 1978–1990 pełnił funkcję dyrektora Instytutu Technologii Bezwiórowych Wydziału Mechanicznego Technologicznego Politechniki Warszawskiej. Profesor na Wydziale Inżynierii Produkcji Politechniki Warszawskiej.
Był przewodniczącym Rady Zakładowej Związku Nauczycielstwa Polskiego Politechniki Warszawskiej w latach 1971–1977, przyczyniając się do rozwoju bazy socjalnej (stołówek, ośrodków wypoczynkowych).
Zmarł 27 lutego 2018 r. Został pochowany w grobie rodzinnym na Cmentarzu w Wilanowie.

## Prace badawcze[1]
Prowadził prace badawcze z zakresu obróbki plastycznej metali: właściwości fizyczne i strukturalne metali odkształconych na zimno, uzyskiwanie na zimno dowolnie dużych odkształceń plastycznych metali, opisanie struktury tak odkształconego metalu oraz mechanizmu ruchu dyslokacji zapewniającego spójność metalu przy stałej wartości naprężenia uplastyczniającego dla dowolnie dużego odkształcenia.
Zajmował się także m.in.: zagadnieniem tarcia suchego występującego między parą: twarde narzędzie – miękki metal odkształcany; zjawiskiem zacierania: określeniem twardości i struktury narostów, mechanizmem ich powstawania i zrywania.
Autor 65 artykułów i referatów, 2 książek, 8 skryptów akademickich, współautor 2 podręczników, promotor ok. 100 prac dyplomowych, 4 prac doktorskich, autor 3 patentów (1 wdrożony do produkcji przemysłowej).

## Członkostwo[1]
- Rady Naukowej Instytutu Podstaw Metalurgii, 1993–99
- Komitetu Budowy Maszyn PAN, 1980–92
- Komitetu Metalurgii PAN, 1990–2002
- Sekcji Obróbki Plastycznej Naczelnej Organizacji Technicznej (wiceprzewodniczący 1989–90)

## Nagrody[4]
- Wydziału IV PAN za działalność naukową 1970 r.
- Ministra Szkolnictwa Wyższego i Techniki za działalność naukową i podręcznik – czterokrotnie: w latach 1966, 1972, 1977, 1981

## Odznaczenia
- Srebrny Krzyż Zasługi[5]
- Złoty Krzyż Zasługi[5]
- Medal Komisji Edukacji Narodowej[5]
- Krzyż Kawalerski Orderu Odrodzenia Polski[5]